# Castillo de Chaumont
El castillo de Chaumont (en francés: Château de Chaumont) es un castillo  de estilo renacentista con museo, y jardines à l'anglaise y contemporáneo, de cuatro hectáreas de extensión de propiedad pública, localizado en la comuna de Chaumont-sur-Loire, en la región de Centro-Val de Loira de Francia.
El conjunto ha sido objeto de clasificación a título de monuments historiques por la "liste des monuments historiques de 1840", así como en  1937 y 1955.
El edificio está situado en el interior del perímetro de Val de Loire inscrito como Patrimonio de la Humanidad de la Unesco.
También está catalogado como «Jardin Remarquable» (jardín notable) en 2003.

## Localización
Chaumont-sur-Loire es una población y comuna francesa, situada en la región de Centro, departamento de Loir y Cher, en el distrito de Blois y cantón de Montrichard.
El "château" está situado en un promontorio sobre la orilla del río Loira uno de los últimos ríos salvajes de Europa, entre Amboise y Blois.
Château de Chaumont-sur-Loire, Ferme du Château Code Postal 41150 Chaumont-sur-Loire, Département de Loir-et-Cher, Région de Centre, France-Francia.
Se encuentra abierto todo el año, se cobra una tarifa de entrada.

## Historia
La primera edificación en este sitio entre Blois y Amboise fue una primitiva fortaleza construida por Eudes II, Conde de Blois, en el siglo X con el propósito de proteger Blois de ataques de sus rivales feudales, los condes de Anjou. En su nombre Norman Gelduin lo recibió, lo mejoró y lo mantuvo como el suyo. Su sobrina nieta Denise de Fougère, habiéndose casado con Sulpice d'Amboise, el castillo pasó a la familia Amboise durante cinco siglos. El castillo fue quemado en 1465 con las órdenes de Luis XI de Francia y fue reconstruido nuevamente por Charles I d'Amboise desde 1465-1475 y luego fue terminado por su hijo, Charles II d'Amboise de Chaumont desde 1498–1510, con ayuda de su tío, Georges d'Amboise; algunas de las características del Renacimiento fueron vistas en edificios que conservaron su aspecto medieval en general.

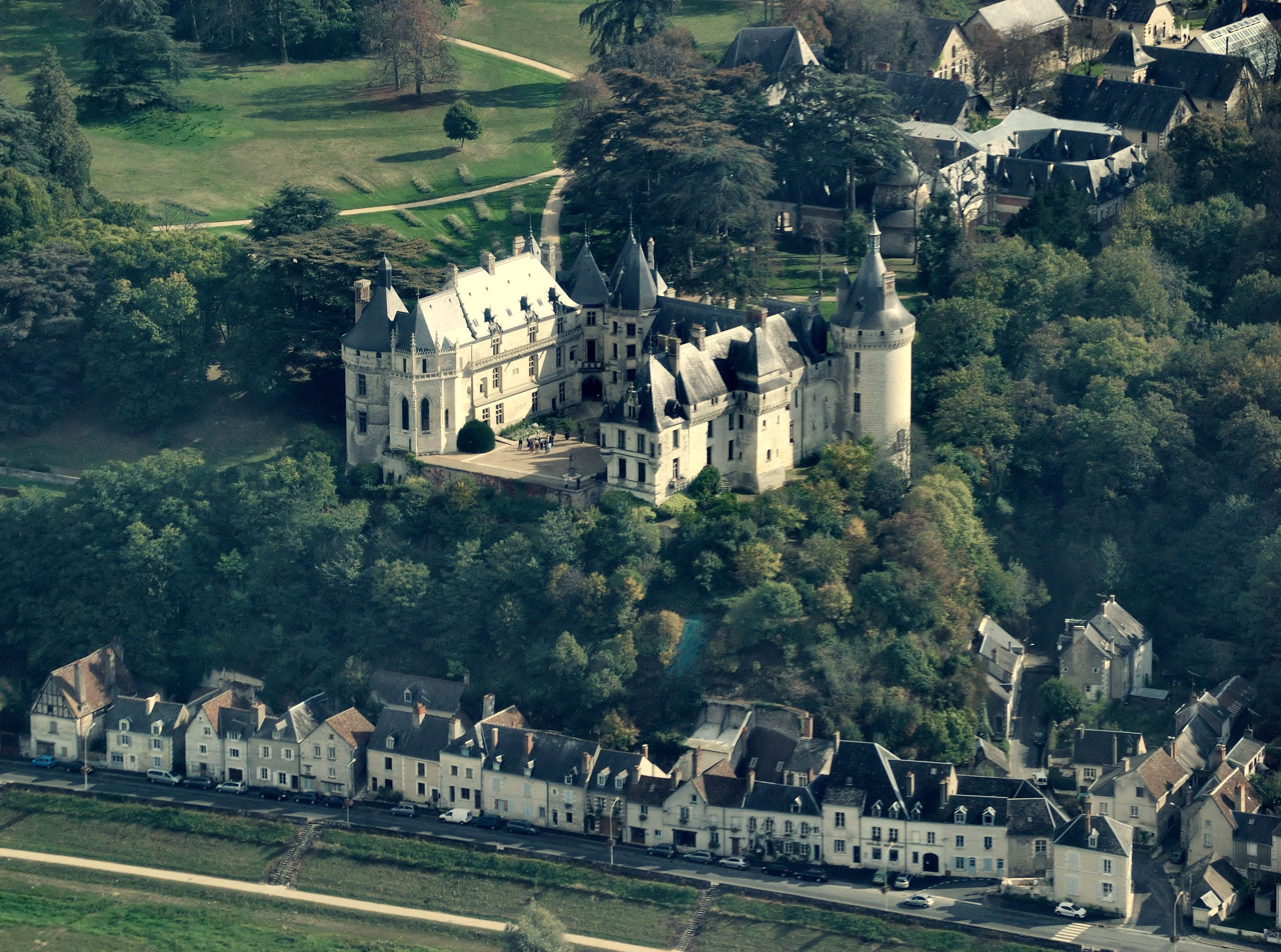
Vista aérea del castillo de Chaumont

El castillo fue comprado por Catalina de Médici en 1550. Allí, entretuvo numerosos astrólogos, entre ellos Nostradamus. En 1559, obligó a Diana de Poitiers, la amante de su esposo fallecido, a intercambiar el castillo de Chenonceau, que le había otorgado Enrique II, por el castillo de Chaumont. Diana de Poitiers sólo vivió en el castillo de Chaumont por un corto tiempo.
En 1594, por la muerte de la nieta de Diana, Charlotte de la Marck, el castillo pasó a su esposo, el vizconde de Turenne, quien se lo vendió a un recaudador de impuestos, Largentier,  quien se había enriquecido con la recaudación del impuesto sobre la sal llamado la gabelle. Largentier eventualmente fue arrestado por peculado, el castillo y el título de señor de Chaumont pasó a una familia originaria de Lucca, que fue propietaria hasta 1667, cuando pasó por conexiones familiares a los señores de Ruffignac.
El duque de Beauvilliers compró el castillo en 1699, modernizó alguno de sus interiores y lo decoró con suficiente grandeza para albergar al duque de Anjou en su camino para convertirse en el rey de España en 1700. Su heredero se vio obligado a vender Chaumont para pagar sus deudas a un maître des requêtes de Luis XV, Monsieur Bertin, que demolió el ala norte construida por Charles II d'Amboise y el cardenal d'Amboise, para abrir la casa hacia la vista del río en la moda actual.
En 1750, Jacques-Donatien Le Ray adquirió el castillo como una casa de campo donde estableció una fábrica de fabricación de vidrio y cerámica. Fue considerado el "Padre de la Revolución Americana" francés, debido a que le encantaba América. 
Benjamin Franklin fue un invitado en el castillo. Su nieto, Temple, sí lo fue.
Anne-Louise Germaine Necker luego adquirió el castillo en 1810. El conde d'Aramon compró el castillo descuidado en 1833, llevó a cabo renovaciones extensas bajo el arquitecto Jules Potier de la Morandière de Blois, quien fue un inspector de los trabajos en el Castillo de Blois; M. d'Aramon instaló un museo de artes medievales en el "Tour de Catherine de Médicis". Marie-Charlotte Say, heredera de la fortuna de azúcar Say, adquirió Chaumont en 1875. Más tarde, ese año, se casó con Amédée de Broglie, quien se encargó de los establos de lujo en 1877 de los diseños de Paul-Ernest Sanson, luego restauró el castillo bajo la dirección de Sanson y replantó el parque en el paisaje naturalista inglés.
El castillo ha sido clasificado como un Monumento histórico desde 1840 por el Ministerio de Cultura Francesa. En 1938, el gobierno se hizo cargo de la propiedad. Forma parte del conjunto de castillos del Loira que fueron declarados Patrimonio de la Humanidad por la Unesco en 2000. El Castillo de Chaumont actualmente es un museo y cada año acoge un Festival de Jardín desde abril hasta octubre donde diseñadores contemporáneos de jardines muestran sus trabajos en un jardín al estilo inglés.
|       |
| Salón |

|                  |
| Mesa del comedor |

|                         |
| La capilla del castillo |

|                      |
| Escalera de Chaumont |

|                              |
| Chimenea de una de las salas |

|                            |
| Detalle del patio interior |

|                       |
| Vitral con Adán y Eva |

|                                |
| Uno de los tapices de Chaumont |

|                      |
| Escalera de Chaumont |

|                              |
| Suelo de la sala del concejo |

## Domaine Régional de Chaumont-sur-Loire
El Domaine régional de Chaumont-sur-Loire (Dominio regional de Chaumont-sur-Loire) es un establecimiento público de cooperación cultural propiedad de la región Centre-Val de Loire desde el año 2008, que es una de las primeras autoridades locales para tener un candidato para la adquisición de un Dominio nacional. Debido a su pasado y su excepcional ubicación a orillas del Loire su paisaje está clasificado como Patrimonio de la Humanidad de la Unesco, el "Domaine de Chaumont-sur-Loire" es particularmente prestigioso
La misión de esta institución pública es garantizar, en primer lugar, la protección y la mejora de todos los componentes de muebles e inmuebles de la finca, incluyendo el castillo de Chaumont, establos, dependencias, el parque y las colecciones, y en segundo lugar, para desarrollar un conjunto de actividades centradas en el arte contemporáneo en el castillo y en el parque, incluyendo el "Festival Internacional de los Jardines de Chaumont-sur-Loire", creado en 1992.
En consonancia con esta rica historia artística, el "Domaine de Chaumont-sur-Loire" prepara la programación durante todo el año, sobre la relación entre el arte y la naturaleza, en el castillo, en el parque y, obviamente, en el Festival de Jardines. Todas las actividades (instalaciones, intervenciones artísticas, exposiciones fotográficas, conferencias, reuniones ...) están relacionadas con este tema.
El Parque y el Festival Internacional de Jardines de Chaumont-sur-Loire tienen la etiqueta de Jardin Remarquable y recibió en 2011 el de la etiqueta Arbres remarquables a causa de cedros excepcionales que adornan la zona del parque.
El parque del castillo cuenta con jardines « à l'anglaise » y contemporáneo, enmarcados por una zona de bosque.
El jardín se caracteriza por la presencia de lechos de cultivo en forma de cuadros donde se cultivan plantas vivaces de temporada tal como Lupinos, Peonías, Campanulas, Stachys, Leucanthemum, Aruncus, Carex, Tradescantia, Salvia, Delphinium, Sedum, Hemerocallis, Alstroemeria, Physalis, Heuchera, Geum, Kniphofia, Ligularia, Alchemilla.
El Dominio regional de Chaumont-sur-Loire se encuentra en uno de los lugares más bellos en el Valle del Loira, en el promontorio del río. Es gracias al castillo que el área debe sobre todo su celebridad. El gran parque, el valle brumoso, el Parque del Festival, el jardín experimental son los puntos más importantes de la zona ajardinada. Durante 16 años la actividad más importante de la zona son las exposiciones de los jardines y el paisajismo. El lema del festival: venez piquer nos idées! (simplemente meter nuestras ideas!) Con motivo del Festival Internacional de los Jardines de Chaumont-sur-Loire, "Domaine de Chaumont-sur-Loire" ofrece un concurso internacional de 26 parcelas de unos 210 m².
|                                                               |
| Festival de 2012 ("Jardins des délices, jardins des délires") |

|                                             |
| Festival de 2013 ("Jardins des sensations") |

|                                                  |
| Festival de 2014 ("Jardins des péchés capitaux") |

|                                                                    |
| Festival de 2015 ("Jardins extraordinaires jardins de collection") |

|  |
|  |